# 루이 캘헌
루이 캘헌(Louis Calhern, 1895년 2월 19일 ~ 1956년 5월 12일)는 미국의 배우, 연극 배우, 영화배우이다.

## 영화
- 포에버 다링 (1956년)
- 상류 사회 (1956년)
- 폭력 교실 (1955년)
- 프로디갈 (1955년)
- 멘 오브 더 파이팅 레이디 (1954년) - 제임스 A. 미케너 역
- 아데나 (1954년)
- 이그젝티브 쉬트 (1954년)
- 황태자의 첫사랑 (1954년)
- 라틴 러버스 (1953년)
- 줄리어스 시저 (1953년)
- 배드 앤 뷰티 (1952년)
- 젠다성의 포로 (1952년)
- 이츠 어 빅 컨트리 (1951년)
- 지옥문을 열어라 (1950년) - 번 쿨란 역
- 라이프 오브 허 원 (1950년)
- 투 윅스 위드 러브 (1950년)
- 낸시 리오 가다 (1950년)
- 매그니피선트 양키 (1950년)
- 애니여 총을 잡아라 (1950년) - 버팔로 빌 코디 역
- 아스팔트 정글 (1950년)
- 레드 포니 (1949년)
- 붉은 다뉴브 (1949년)
- 개선문 (1948년)
- 오명 (1946년) - 폴 역
- 업 인 암스 (1944년)
- 천국은 기다려준다 (1943년)
- 유아레즈 (1939년)
- 에밀 졸라의 생애 (1937년) - 도트 역
- 화려한 말괄량이 (1936년)
- 폼페이 최후의 날 (1935년)
- 스윗 애더라인 (1934년)
- 어페어 오브 셀리니 (1934년)
- 몬테 크리스토 백작 (1934년)
- 식은 죽 먹기 (1933년)
- 나이트 애프터 나이트 (1932년)